# Диполярний зв'язок
Диполярний хімічний зв'язок (рос. биполярная связь, англ. dipolar bond) — хімічний зв'язок, що постає внаслідок взаємодії (насправді чи уявно) двох нейтральних частинок, одна з яких вносить вільну електронну пару, а друга — вільну електронну орбіталь, що приводить до структур з розділенням зарядів. У комплексах це донорно-акцепторний зв'язок π-типу, де низько розташовані π-орбіталі ліганда заселяються електронною парою d-орбіталі центрального атома.
R3N: + BR3→R3N+-R3B-
За IUPAC цей термін вважається кращим від синонімів координаційний зв'язок, координаційна ковалентність, дативний зв'язок, семіполярний зв'язок.